# Société nivernaise des lettres, sciences et arts
La Société nivernaise des lettres, sciences et arts est une société savante du département de la Nièvre créée en 1851.
Elle a pour but de veiller à la conservation du patrimoine nivernais, de développer le goût et l’étude de l’archéologie et de rassembler tous documents et objets d’art, de science, d’histoire et particulièrement ceux ayant trait à l’histoire de la Nièvre.

## Histoire
La Société nivernaise des lettres, sciences et arts voit le jour en mai 1851. Peu de temps après, elle s’installe à la porte du Croux, à Nevers, où se trouve toujours son siège. Elle devient association loi de 1901 en 1910 avant d’être reconnue d’utilité publique en 1923. 
La Société nivernaise des lettres, sciences et arts n’a jamais compté plus de 350 membres. Son premier président fut Augustin Crosnier (1851-1880).

### Présidents
| Période     | Identité                           | Qualité                                                                                     |
| ----------- | ---------------------------------- | ------------------------------------------------------------------------------------------- |
| 1851-1880   | Augustin Crosnier                  | Prêtre, protonotaire apostolique                                                            |
| 1880-1886   | Louis Roubet                       | Juge de paix                                                                                |
| 1886-1888   | Comte Georges de Soultrait         | Receveur, administrateur des Hospices                                                       |
| 1888-1889   | Louis Roubet                       | Juge de paix                                                                                |
| 1889-1922   | René de Lespinasse                 | Archiviste paléographe                                                                      |
| 1922-1926   | Edmond Duminy                      | Notaire, juge de paix, bibliothécaire-archiviste                                            |
| 1926-1926   | Chanoine Allard                    |                                                                                             |
| 1926-1929   | Baron Joseph Macquart de Terline   | Archiviste paléographe                                                                      |
| 1930-1935   | Général André Remond               |                                                                                             |
| 1936-1940   | Colonel Henri Gudin de Vallerin    |                                                                                             |
| 1940-1942   | Colonel Frédérick Flamen d'Assigny |                                                                                             |
| 1942-1949   | André Biver                        | Archiviste paléographe, directeur des Archives départementales de la Nièvre                 |
| 1949-1952   | Général de Charry                  |                                                                                             |
| 1952-1953   | Alphonse de Mollins                |                                                                                             |
| 1953-1988   | Bernard de Gaulejac                | Archiviste paléographe, directeur des Archives départementales de la Nièvre (jusqu'en 1969) |
| 1988-1989   | Comte Jean de Valmont              |                                                                                             |
| 1989-1992   | Général Charles Bossu              | Général de brigade, artiste peintre, dessinateur                                            |
| 1992-2001   | Daniel Warein                      |                                                                                             |
| depuis 2001 | Benoît Oudet                       |                                                                                             |

## Auteurs
Les travaux des membres de la Société sont publiés dans un bulletin paraissant régulièrement. Le 50e volume, paru en 2001 à l’occasion des 150 ans de la Société, comprend une table thématique de l’ensemble de ses bulletins depuis les origines. En voici un bref extrait :

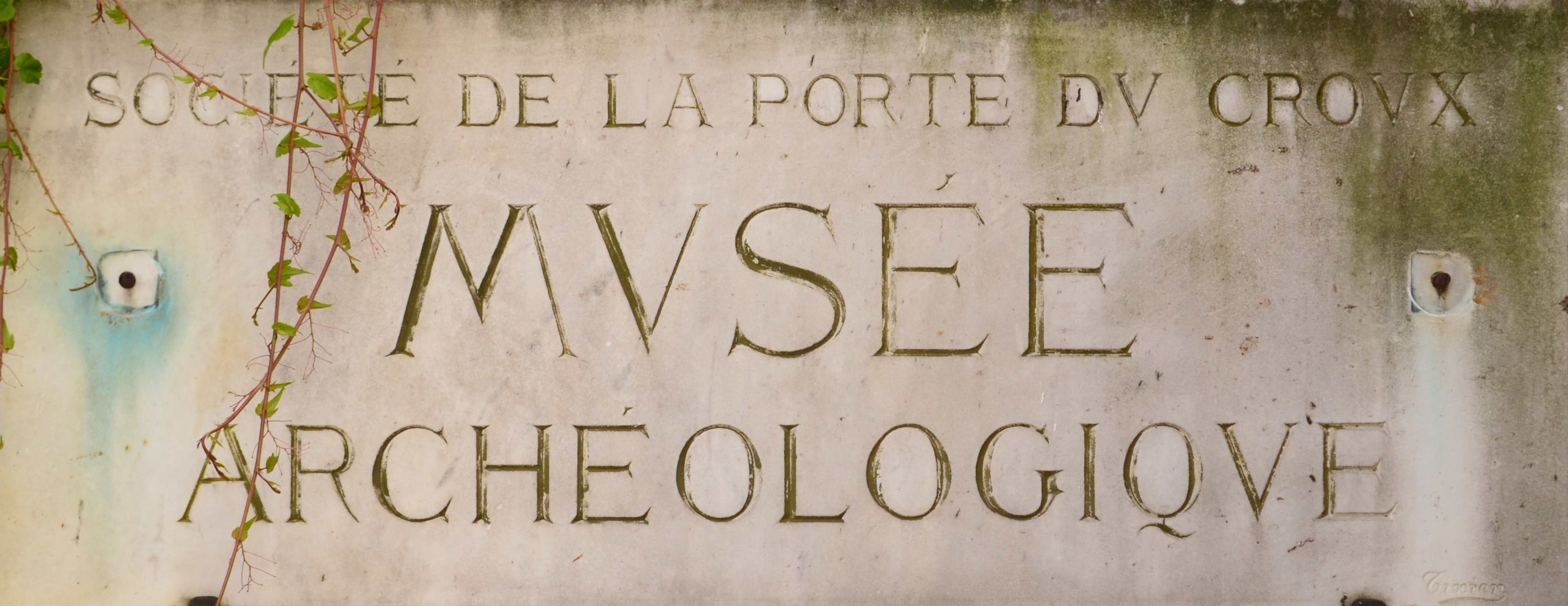
Société de la porte du Croux (Nevers)

- Augustin Crosnier, Saint-Étienne de Nevers, 1er vol., 1852-1854.
- Lucien Charrault, Histoire de Châteauneuf-Val-de-Bargis et de la chartreuse de Bellary, 22e vol., 1907-1908.
- Henri de Flamare, La Charte de départ pour la Terre Sainte de Gaucher de Châtillon, baron de Donzy, 3e série, t. III, 13e vol., 1890.
- Gaston Gauthier, Monographie de Beaumont-la-Ferrière, 3e série, t. IV, 14e vol., 1892.
- Victor Gueneau, Les guerres de Religion dans le Morvand, 1876.
- René de Lespinasse, Chartes nivernaises du comte de Chastellux, 3e série, t. VII, 17e vol., 1898.
- Léon Mirot, Obituaire de l’église collégiale de Saint-Martin de Clamecy, 3e série, t. VII, 17e vol., 1898.